# Ronde van Guangxi 2018 (vrouwen)
Op de slotdag voor de Ronde van Guangxi mannen werd de tweede editie voor vrouwen verreden. Deze eendaagse wedstrijd maakte deel uit van de UCI Women's World Tour 2018 en werd gewonnen door de Cubaanse Arlenis Sierra.

## Deelnemende ploegen
| UCI-teams             | UCI-teams                                 | UCI-teams       |
| --------------------- | ----------------------------------------- | --------------- |
| Astana Women's Team   | Doltcini-Van Eyck Sport                   | Team Illuminate |
| BePink                | Experza-Footlogix                         | Team Tibco      |
| Canyon-SRAM           | Minsk Cycling Club                        | Valcar PBM      |
| Cogeas-Mettler        | Mitchelton-Scott                          | Wiggle High5    |
| China Liv Pro Cycling | Servetto - Stradalli Cycle - Alurecycling | WNT-Rotor       |

## Uitslag
| Plaats  | Naam                 | Ploeg              | tijd     |
| ------- | -------------------- | ------------------ | -------- |
| Winnaar | Arlenis Sierra       | Astana             | 3u40'12" |
| 2       | Hannah Barnes        | Canyon-SRAM        | z.t.     |
| 3       | Sara Mustonen        | Experza-Footlogix  | z.t.     |
| 4       | Georgia Williams     | Mitchelton-Scott   | z.t.     |
| 5       | Karalina Savenka     | Minsk Cycling Club | z.t.     |
| 6       | Audrey Cordon-Ragot  | Wiggle High5       | z.t.     |
| 7       | Elisa Longo Borghini | Wiggle High5       | z.t.     |
| 8       | Ilaria Sanguineti    | Valcar PBM         | z.t.     |
| 9       | Elena Pirrone        | Astana             | z.t.     |
| 10      | Alison Jackson       | Team Tibco         | z.t.     |

Mannen: 2017 · 2018 · 2019 · 2020 · 2021 · 2022 · 2023 · 2024 · 2025
Vrouwen: 2017 · 2018 · 2019 · 2020 · 2021 · 2022 · 2023 · 2024 · 2025
 Strade Bianche ·
 Ronde van Drenthe ·
 Trofeo Alfredo Binda-Comune di Cittiglio ·
 Driedaagse van De Panne-Koksijde ·
 Gent-Wevelgem ·
 Ronde van Vlaanderen ·
 Amstel Gold Race ·
 Waalse Pijl ·
 Luik-Bastenaken-Luik ·
 Ronde van Chongming ·
 Ronde van Californië ·
 Emakumeen Bira ·
 The Women's Tour ·
 Ronde van Italië voor vrouwen ·
 La Course by Le Tour de France ·
 RideLondon Classique ·
 Open de Suède Vårgårda ·
 Ronde van Noorwegen ·
 Bretagne Classic ·
 Boels Rental Ladies Tour ·
 La Madrid Challenge by La Vuelta ·
 Ronde van Guangxi